# یواس‌اس کرکنا (۱۹۰۰)
یواس‌اس کرکنا (۱۹۰۰) (به انگلیسی: USS Kerkenna (1900)) یک کشتی بود که طول آن ۳۸۰ فوت ۷ اینچ (۱۱۶٫۰۰ متر) بود. این کشتی در سال ۱۹۰۰ ساخته شد.